# Kiyohiro Hirabayashi
Kiyohiro Hirabayashi (平林 輝良寛 Hirabayashi Kiyohiro?, nacido el 4 de junio de 1984 en Inazawa, Aichi) es un exfutbolista japonés. Jugaba de centrocampista y su último club fue el Renofa Yamaguchi FC de Japón.

## Trayectoria

### Clubes
| Club                 | País  | Año         |
| -------------------- | ----- | ----------- |
| Nagoya Grampus Eight | Japón | 2003 - 2006 |
| Sagan Tosu           | Japón | 2006        |
| FC Kariya            | Japón | 2007 - 2008 |
| Zweigen Kanazawa     | Japón | 2011 - 2012 |
| Renofa Yamaguchi FC  | Japón | 2013 - 2016 |

## Estadística de carrera

### J. League
| Club                 | Año   | J. League | J. League | Copa J. League | Copa J. League | Total | Total |
| Club                 | Año   | Part.     | Goles     | Part.          | Goles          | Part. | Goles |
| -------------------- | ----- | --------- | --------- | -------------- | -------------- | ----- | ----- |
| Nagoya Grampus Eight | 2003  | 0         | 0         | 0              | 0              | 0     | 0     |
| Nagoya Grampus Eight | 2004  | 8         | 0         | 1              | 0              | 9     | 0     |
| Nagoya Grampus Eight | 2005  | 5         | 1         | 4              | 0              | 9     | 1     |
| Nagoya Grampus Eight | 2006  | 1         | 0         | 2              | 0              | 3     | 0     |
| Sagan Tosu           | 2006  | 2         | 0         | -              | -              | 2     | 0     |
| Renofa Yamaguchi FC  | 2015  | 30        | 4         | -              | -              | 30    | 4     |
| Renofa Yamaguchi FC  | 2016  | 6         | 0         | -              | -              | 6     | 0     |
| Total                | Total | 52        | 5         | 7              | 0              | 59    | 5     |

## Palmarés

### Títulos nacionales
| Título    | Club                | País  | Año  |
| --------- | ------------------- | ----- | ---- |
| J3 League | Renofa Yamaguchi FC | Japón | 2015 |